# Bolbotritus prionoides
Bolbotritus prionoides là một loài bọ cánh cứng trong họ Cerambycidae.